# Омладина
О́младина (Объединённая омладина сербская — серб. Уједињена омладина српска) — сербское тайное общество, имеющее целью объединение и независимость всех частей сербского народа (сербск. о́младина — молодое поколение, молодежь).
Первоначально это был литературный кружок, основанный в 1848 г. сербскими студентами в городе Пресбурге, которые свои поэтические произведения печатали особыми сборниками под общим заголовком Омладина. Вскоре после своего основания общество Омладина становится доступным для всей сербской учащейся молодежи вообще.
В 1866 г. Омладина получает новое устройство: в южной Венгрии в городе Нови-Сад основывается центральный комитет, а во всех населенных сербами городах и местечках по обеим сторонам Дуная учреждаются его отделения — субкомитеты; число членов Омладины быстро увеличивается. К молодежи присоединяются и многие другие лица, преследующие те же цели: народное объединение, распространение образования и свободных политических идей. На собранные Омладиной деньги издаются книжки для народа, календари и журналы, устраиваются публичные лекции и т. п.
В 1867 г. собрание членов Омладины в городе Вершеце (в Темешварском банате, с преимущественно сербским населением), вопреки требованию мадьярского правительства, допустило к произнесению речей беглецов из Герцеговины и депутатов из Черногории. Вследствие этого собрание было закрыто полицией и вместе с тем запрещены все омладинистские комитеты в Венгрии. Одновременно с этим и в Белграде было запрещено собрание членов Омладины, по приказанию князя Михаила Обреновича. Как венгерское, так и сербское правительства (при князе Михаиле, с Гарашанином и Христичем), относились к Омладине подозрительно и всячески преследовали её. Когда в 1868 г. князь Михаил сербский был убит, Христич распространил слух, что это убийство подготовлено было революционной Омладиной. Венгерское правительство арестовало нескольких членов Омладины и освободило их лишь спустя несколько месяцев, когда в Нови-Саде произошло волнение, а Милетич сделал резкий запрос в палате. Члены Омладины продолжали, однако, свою деятельность.
В 1870 г. начинает выходить, на средства Омладины, «Политични Pјечник»; ещё раньше был основан политический журнал «Млада Србадја» (Молодая Сербия). Не имея возможности выступать открыто, деятели Омладины сливаются с национальной оппозицией. События семидесятых годов — восстание в Герцеговине и сербско-турецкая война 1876 г. — дали партии Омладина господство в политической жизни Сербии. Министр-президент Ристич вполне присоединился к Омладине и горячо ратовал за её идеи в своем органе «Исток» (Восток), пока события 1878 г. и отношения к Австрии не заставили Сербию держаться политики умеренности, а венгерское правительство — принять энергичные меры против агитационной деятельности Омладины в пределах Венгрии.
Знаменитые члены общества:
- Владимир Йованович
- Еврем Груйич
- Светозар Милетич
- Никола Пашич
- Никола I Петрович[2]
- Марко Мильанов Попович
- Машо Врбица
- Лазар Томанович
- Валтазар Богишич[3]